# یانیک ژپانیاک
یانیک ژپانیاک (فرانسوی: Yannick Szczepaniak‎؛ زادهٔ ۲۹ ژانویهٔ ۱۹۸۰) کشتی‌گیر اهل فرانسه است.
وی در مسابقات کشوری و بین‌المللی در مجموع برندهٔ ۱ مدال برنز شده‌است.